# Pension Mimosas
Cet article possède un paronyme, voir Pension des Mimosas.
Pour plus de détails, voir Fiche technique et Distribution.
Pension Mimosas est un film français réalisé par Jacques Feyder, sorti en 1935.

## Synopsis
1924. Louise, tient un hôtel – la Pension Mimosas – sur la Côte d'Azur. Elle et son mari ont recueilli un jeune enfant, Pierre Brabant, dont le père est en prison. Ayant purgé sa peine, ce dernier vient chercher son fils pour repartir avec lui à Paris.
1934. Dix ans ont passé et Pierre, dont le père est mort, correspond toujours avec ses parents adoptifs, surtout pour demander de l'argent. Un jour, Louise monte à Paris pour le voir après qu'il a prétendu être malade, et sollicité une aide financière urgente. Elle découvre qu'il évolue dans un milieu de petits voyous qui vivent de divers trafics, et qu'il a noué une liaison avec Nelly Simonnet : une femme qui se fait entretenir par d'autres hommes. Les affaires tournant mal pour lui dans la capitale, il décide d'aller se mettre au vert à la Pension Mimosas. Bientôt Nelly vient le rejoindre. Mais une rivalité se développe entre les deux femmes. Nelly est jalouse de Louise, et celle-ci, percevant la vraie nature de la jeune femme, tente de mettre en garde son filleul. Romani, le protecteur de Nelly, vient la chercher et elle accepte de repartir avec lui. Pierre, qui a perdu une forte somme au jeu, se suicide, alors que Louise, qui a pourtant entre-temps gagné de quoi rembourser ses dettes, pleure sur son corps, tandis que les billets de banque inutiles tournoient sur le sol de la chambre...

## Fiche technique
- Titre : Pension Mimosas
- Réalisation : Jacques Feyder, assisté de Marcel Carné et Ary Sadoul
- Scénario : Jacques Feyder et Charles Spaak
- Dialogues : Charles Spaak
- Décors : Lazare Meerson
- Photographie : Roger Hubert
- Son : Hermann Storr
- Montage : Jacques Brillouin
- Musique : Armand Bernard
- Producteurs : Alexandre Kamenka, Hans Henkel, Georges Lourau
- Production et distribution : Société des Films Sonores Tobis
- Studio : Tobis
- Pays de production :  France
- Format : Son mono - 35 mm - Noir et blanc - 1,37:1
- Genre : Film dramatique
- Durée : 109 minutes
- Date de sortie :
  - France : 18 janvier 1935
- Affiche : René Péron (France)

## Distribution
- Françoise Rosay : Louise Noblet, la patronne de la Pension Mimosas
- André Alerme : Gaston Noblet, le mari de Louise, croupier au casino
- Paul Bernard : Pierre Brabant, surnommé Baccara
- Lise Delamare : Nelly, la maîtresse de Pierre, également entretenue par d'autres hommes
- Jean-Max : Romani, le protecteur de Nelly
- Arletty : une amie de Pierre, surnommée Parasol
- Paul Azaïs : Carlo, un ami de Pierre
- Pierre Labry : le patron de l'hôtel où vit Pierre
- Jenny Burnay : la femme de chambre de l'hôtel
- Nane Germon : la bonne de la Pension Mimosas
- Titys : le valet de chambre de la Pension Mimosas
- Raymond Cordy : Morel, un pensionnaire
- Héléna Manson : la pensionnaire rentière
- Marie-Thérèse Sylviac : la vieille comtesse désargentée
- Illa Meery : Vilma, une amie de Nelly
- Bernard Optal : Pierre enfant
- Edy Debray : le père de Pierre
- Germaine Reuver : une convive au banquet
- Georges Prieur : un convive au banquet
- Jean Kolb : un convive au banquet
- Pierre Ferval : le tapissier
- Maurice Lagrenée : un habitué du bar
- Jean Daurand : un groom
- Anthony Gildès : un joueur au cercle de Romani
- Roger Puylagarde : un employé du casino
- Nestor Ariani
- Pierre Athon
- Gustave Hamilton